# Jurgen Van den Broeck
Jurgen Van den Broeck (Herentals, 1 de febrer de 1983) és un ciclista belga, professional des del 2004. Actualment corre a l'equip Lotto NL-Jumbo.
Bon rodador, com ho demostra haver estat campió del món de contrarellotge júnior el 2001, darrerament s'ha destacat com un bon escalador. Tot i haver estat una bona promesa del ciclisme belga, fins al moment no ha aconseguit grans resultats, destacant sols en algunes curses d'una setmana i la setena plaça final del Giro d'Itàlia de 2008.
El 2009 va fer un bon final de Tour de França, estant amb els millors a les etapes alpines, però el temps perdut en la 4a etapa no el deixà passar de la 15a posició final, la millor classificació d'un belga des que el 1999 Kurt Van De Wouwer acabés 11è.
El 2010 va millorar els seus resultats al Tour de França, acabant 5è de la classificació general. També aconseguí bons resultats a la Volta a Andalusia, en què acabà segon de la general, al Critèrium del Dauphiné, en què fou quart, o la Volta al País Basc, en què acabà desè.
El 2011 aconseguí el que fins al moment és la seva única victòria com a professional, en guanyar la primera etapa del Critèrium del Dauphiné amb final a Saint-Pierre-de-Chartreuse.
El 2015 es va proclamar campió nacional en contrarellotge.

## Palmarès
- 2001
  -  Campió del món júnior en contrarellotge
- 2002
  - 1r a la Volta a Limburg amateur
  - Vencedor d'una etapa a la Volta a la província de Namur
- 2003
  - 1r a la Zellik-Galmaarden
  - 1r a la Klasika Txuma
  - Vencedor d'una etapa del Triptyque des Monts et Châteaux
- 2011
  - Vencedor d'una etapa al Critèrium del Dauphiné
- 2015
  -  Campió de Bèlgica en contrarellotge

### Resultats al Tour de França
- 2009. 14è de la classificació general
- 2010. 3r de la classificació general
- 2011. Abandona per caiguda (9a etapa)
- 2012. 4t de la classificació general
- 2013. No surt (6a etapa) per culpa d'una caiguda el dia anterior.[2]
- 2014. 13è de la classificació general
- 2016. No surt (12a etapa)

### Resultats al Giro d'Itàlia
- 2007. 74è de la classificació general
- 2008. 7è de la classificació general
- 2015. 12è de la classificació general
- 2017. 91è de la classificació general

### Resultats a la Volta a Espanya
- 2011. 8è de la classificació general
- 2012. No surt (14a etapa)
- 2014. Abandona (13a etapa)
- 2015. No surt (18a etapa)